# のしろや秀樹
のしろや秀樹（のしろや ひでき、本名：能代谷秀樹、1950年6月19日 - ）は、北海道滝川市出身のフリーライター、編集者、音楽プロデューサー。

## 人物
北海道滝川市で生まれ札幌市で育ち、東京でのサラリーマン経験を経て札幌市でCM制作会社を設立、音楽プロデューサーとして北海道内100社以上のCMソングを手掛けた。
1990年代には企画会社「スカットプロモーション」の代表として料理を通じた異業種交流会などのイベントを開いたほか、知人らなど寄稿者との共同出資で出版費用を賄う「グループエッセイ」形式の書籍の編集・発刊も行った。
1999年にテレビの取材でパークゴルフに挑戦したことをきっかけに北海道内のパークゴルフ場をめぐり、パークゴルフに関する書籍も著している。
2019年春より道内の様々なジャンルの文化人を紹介する季刊のカルチャー誌「ホステップ」を発行、2020年5月には慢性硬膜下血腫を発症し、「ホステップ」にて闘病記を掲載した。

## 書籍
- 男たちの二十章（1994年[8] スカット出版・編集）
- あの時あの味あの風景 : 食と味、あの話こんな話し（1996年[9] スカット出版・編集）
- ふるさと発未来行きトレイン（1999年[6] スカット出版・編集）
- 北海道 ファミリーで行くお休みの日のドライブコースガイド（2003年 メイツ出版）
- パークゴルフがもっと面白くなる! （2012年 北海道新聞社）
- パークゴルフ全ガイド[7]→北海道パークゴルフ場ガイドシリーズ（北海道新聞社）

## 出演
テレビ
- ビタミンTV（HBCテレビ）

ラジオ
- ここは1丁目1番地書店（ラジオカロスサッポロ）[2]
- ライ麦畑の仲間たち（ラジオカロスサッポロ）
- のしろや秀樹の元気いっぱいカンパニー（FMアップル）
- パークゴルフ王国北海道（HBCラジオ）
- のっキーのふれあいパークゴルフ（STVラジオ）[10]
- モーニングサンドウィッチ（FMドラマシティ）